# Altranft

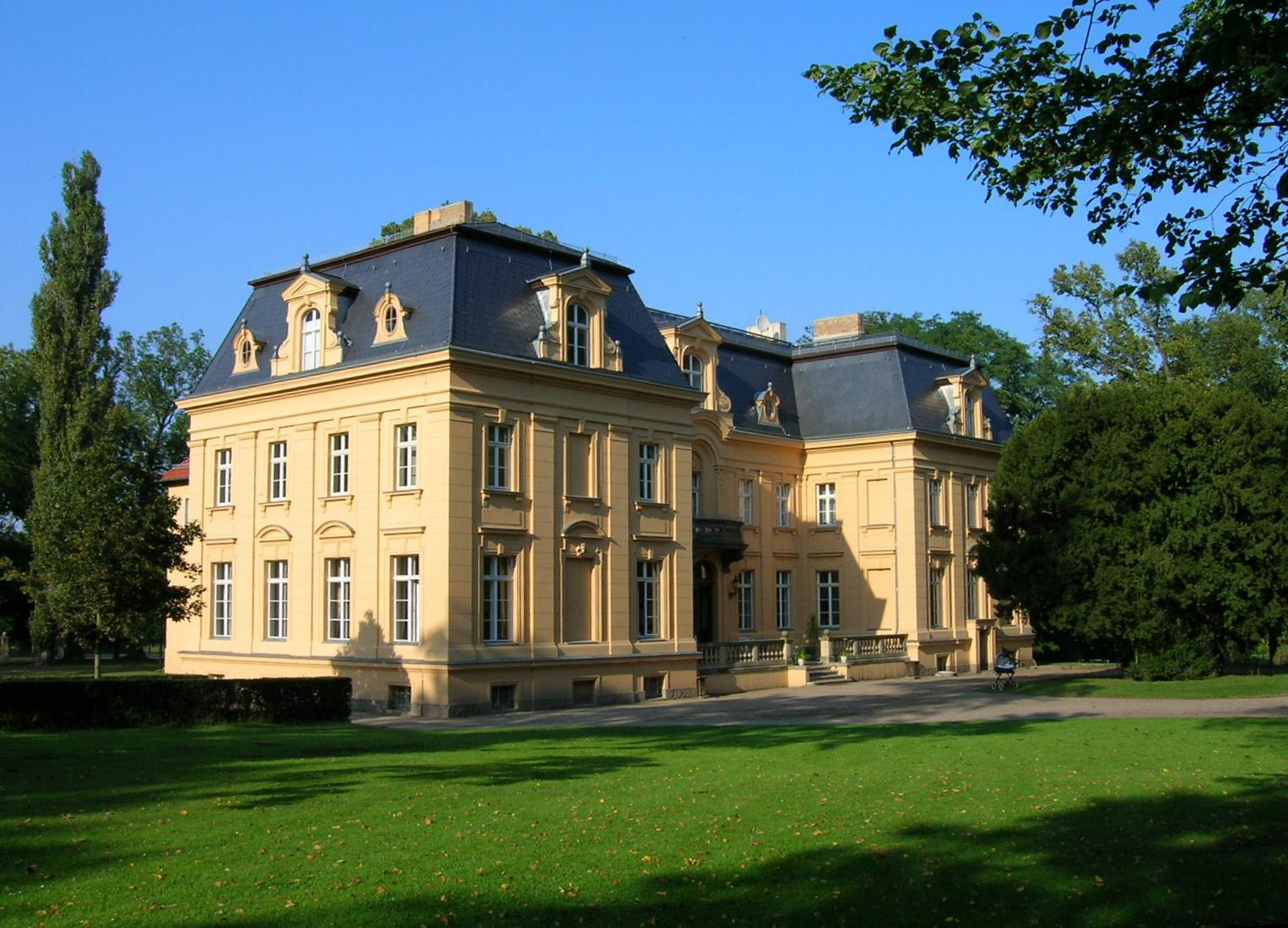
Herrenhaus Altranft

Altranft ist ein Dorf im Landkreis Märkisch-Oderland am Westrand des Oderbruchs und am Ostrand des Barnims. Seit dem 6. Dezember 1993 ist es ein Ortsteil der Stadt Bad Freienwalde (Oder). Obwohl über 100 km von der Ostsee entfernt, liegt es nur auf 7 m über NHN.

## Geschichte
Die erste Besiedlung des Gebietes von Altranft fand vor 1700 v. Chr. statt: Funde aus verschiedenen Epochen lassen darauf schließen, dass seitdem das Gebiet dauerhaft besiedelt war. Es gibt Funde aus der Bronzezeit, aus der Zeit der Ostgermanen sowie aus der Slawenzeit. Ein Münzfund wird auf das Jahr 1075 n. Chr. datiert.
Seine erste bekannte schriftliche Erwähnung fand Altranft als „Ramft“ im Landbuch Kaiser Karls IV. von 1375. Das Dorf war damals Adelssitz des Betkin von Pfuel. Im Jahr 1450 war das Dorf Lehen eines Heine von Pfuel, selbstständige Bauern gab es zu dieser Zeit offenbar nicht, allerdings erähnt ein Dokument aus dem Jahr 1451 23 Fischer. Der Fischfang erklärt sich aus der Lage des Dorfes an einem Seitenarm der fischreichen Oder, die auch regelmäßig das Land überschwemmte.
Um 1375 errichteten die Pfuels das erste Herrenhaus im Ort, im Jahre 1574 die erste Kirche, einen Fachwerkbau. Wie viele Orte in Deutschland hatte auch Altranft unter den Folgen des Dreißigjährigen Krieges (1618 bis 1648) zu leiden. Am Ende des Krieges lebten nur noch zehn Einwohner der ehemals zehn Familien. Jacob von Pfuel verkaufte 1664 das Gut an Wolf Friedrich von Bomsdorf. Unter seiner Herrschaft fanden erste Meliorationsarbeiten statt und um das Jahr 1678 wurde das Herrenhaus zum barocken Schloss umgebaut.

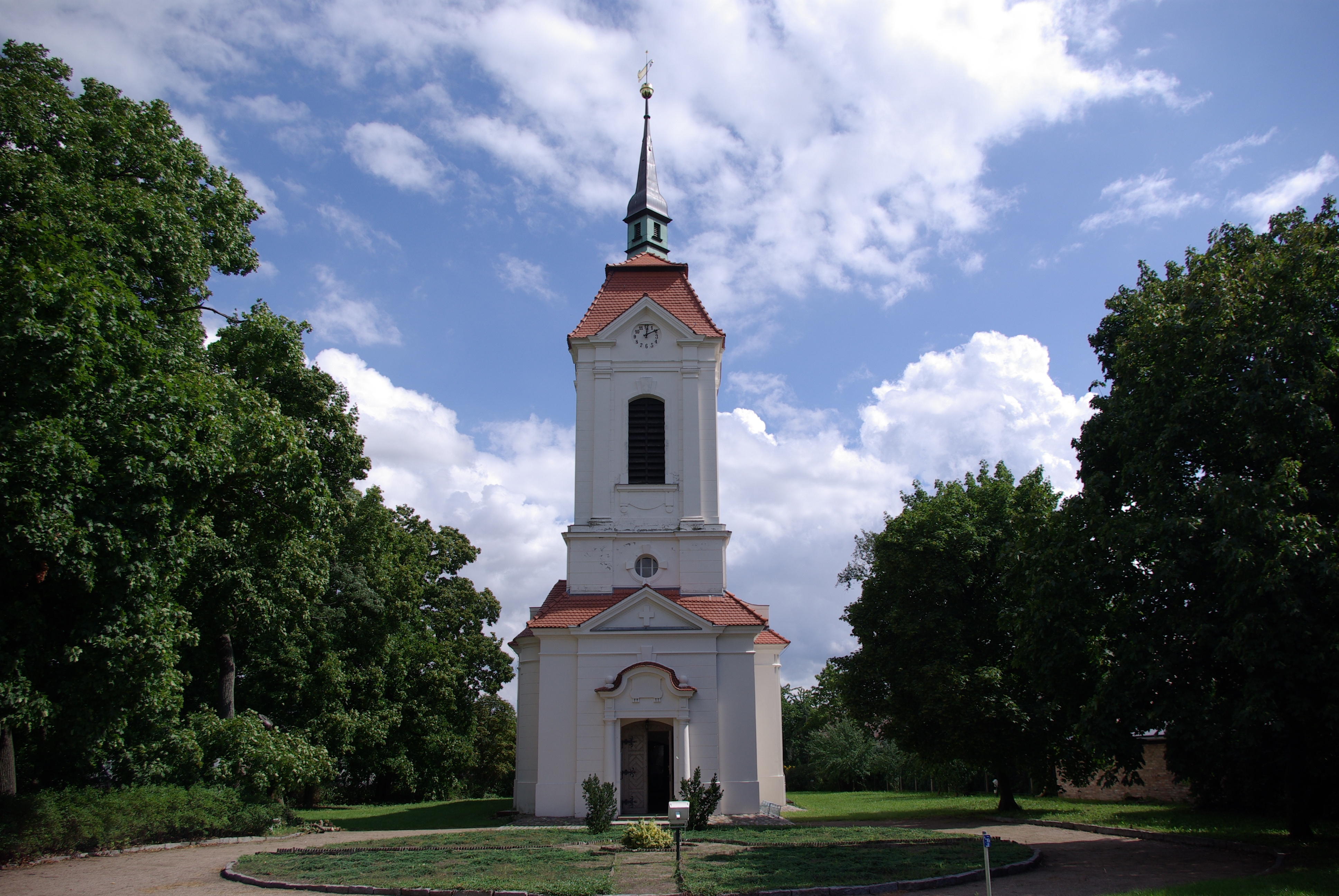
Dorfkirche Altranft

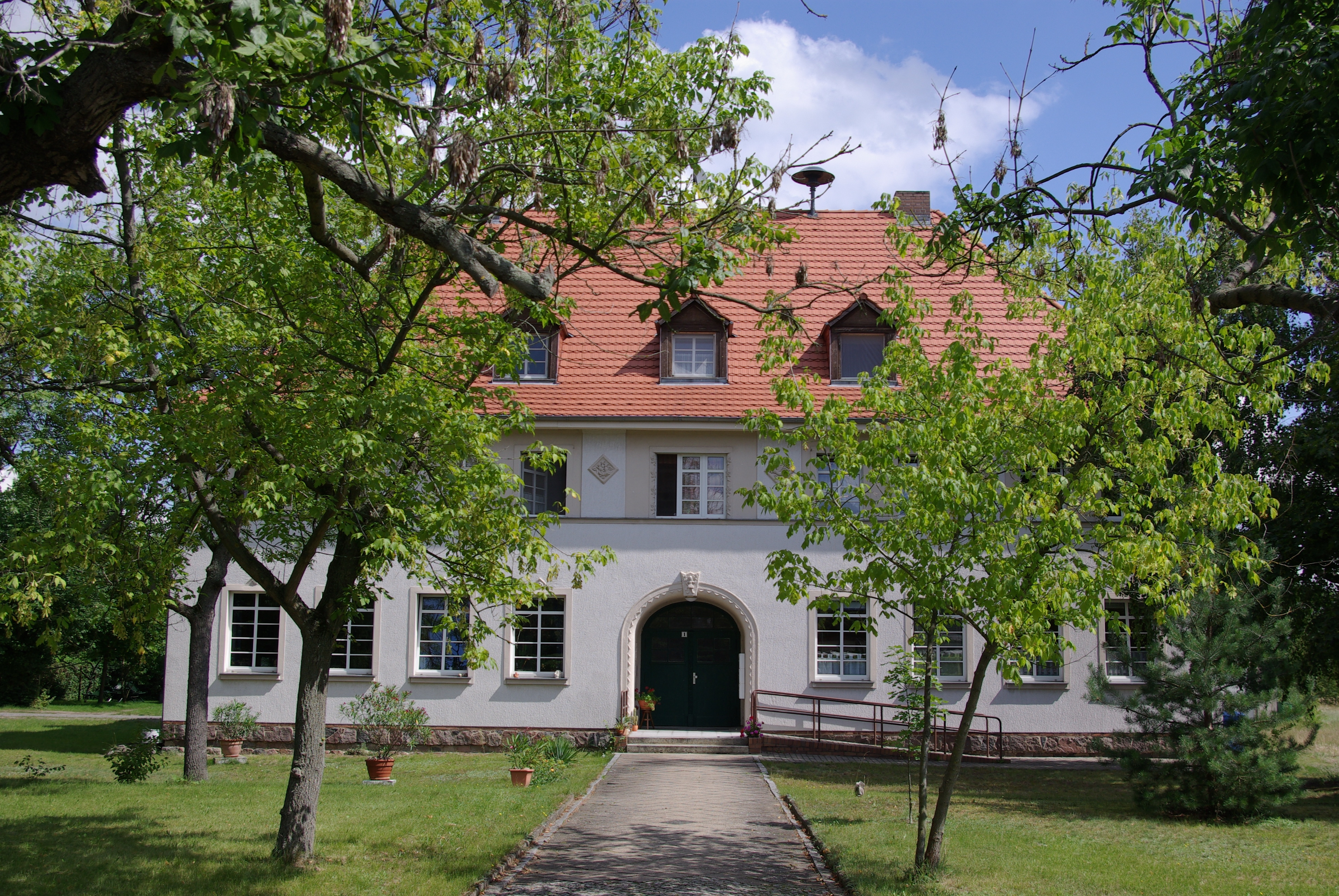
Historische Schule in der Rotdornstraße

Mehr als 50 Jahre später, 1739 wurde das Besitzrecht des Gutes an den Geheimen Finanzrat Samuel von Marschall übertragen. Er setzte sich bei Friedrich II. für die Trockenlegung des Oderbruchs ein, die hauptsächlich zwischen 1747 und 1762 zunächst unter Leitung von Marschall erfolgte. Mit der Trockenlegung verschwand die Fischerei als Erwerbsgrundlage für die Bewohner Altranfts. An ihre Stelle trat die jetzt ertragreiche Landwirtschaft. In der Zeit der Trockenlegungsarbeiten ließen die Bewohner 1752 an Stelle der bisherigen Fachwerkkirche eine neue Kirche im barocken Stil errichten.
Wege der schnell wachsenden Siedler wurde 1762 das Dorf Neuranft etwa fünf Kilometer nordöstlich des nunmehr Altranft genannten Ortes gegründet. Zu Beginn des 19. Jahrhunderts war das Gut im Besitz von Heinrich August von Marschall, der es 1820 an den Grafen Wilhelm Werner Georg von Hacke (1785–1841) verkaufte. Das Gut blieb dann bis 1916 im Besitz der Grafen von Hacke. Mit der Übernahme des Gutes begann Graf Hacke, den 3,5 ha großen Schlosspark unter dem Einfluss von Peter Joseph Lenné zu gestalten. Im Jahr 1878 ließ Edwin Graf von Hacke den 1724 entstandenen einstöckigen Anbau des Gutsherrenhause (Schlosses) abreißen und dafür einen Neubau mit zwei Seitenflügeln errichten. Damit erhielt das Schloss eine heutige Gestalt.
Nach Funden von Braunkohle begann im Jahr 1838 deren Abbau in mehreren Gruben in der Umgebung von Altranft. – Neben einer Spritbrennerei (1859) und einer Zuckerfabrik (1861) nahm 1881 eine Brikettfabrik ihren Betrieb auf. Als die Kohleflöze einen immer geringeren Ertrag brachten, stellten die Betreiber 1904 die Kohleförderung ein und legten die Brikettfabrik still.
Im Jahr 1916 kaufte Heinrich Wertheimer das Gut, der es aber noch im selben Jahr an Carl Eschenbach verkaufte. Familie Eschenbach, bestehend aus dem Kaufmann Carl Eschenbach (* 3. März 1879 Elberfeld; † Februar 1945), seiner Frau Else (* 2. April 1900 Berlin; † Februar 1945) und den Kindern Carla (* 1. März 1928; † 21. Januar 1943) sowie Carl-Adolf (* 1929; † Februar 2021) führte das Gut und den Ort zu neuer Blüte. Durch die Wiederbewirtschaftung des Gutes und der zugehörigen Ländereien standen zeitweise über 100 Angestellte in den Diensten der Familie Eschenbach. Große Teile des Gutes wurden ab 1941 dem Architekten und Rüstungsminister (ab 1942) Albert Speer verkauft, der diesen zwangsmäßig erworbenen Besitz nach dem Krieg wieder abgeben musste. Nach dem Freitod des Ehepaares Eschenbach im Februar 1945 wurde das Gut im Zuge des Übertritts der Roten Armee über die Oder von dieser requiriert und ging nach Gründung der DDR in Volkseigentum über. 1949 ging das Schloss in den Besitz des neu gegründeten Landes Brandenburg über.
Nach 1945 lag Altranft auf dem Gebiet der Sowjetischen Besatzungszone. In das Schloss zogen zunächst Vertriebene ein. Die landwirtschaftlichen Flächen des Gutes wurden im Rahmen der Bodenreform an 18 Landarbeiter, 73 Kleinpächter und 50 Vertriebene und eine Bauernfamilie aufgeteilt. Nach dem Auszug der Flüchtlinge beherbergte es dann teilweise gleichzeitig, teilweise nacheinander eine Schule, den Schulhort, eine Kinderkrippe, eine Gaststätte, eine Bibliothek bzw. wurde es als Kulturhaus genutzt. Im Jahr 1952 gründete sich hier die erste LPG. 
Ab 1964 entstand durch Initiative des damaligen Leiters des Oderlandmuseums in Bad Freienwalde (Oder), Hans Ohnesorge, am Westrand des Dorfes ein geologischer Lehrpfad, entlang dessen vor allem Geschiebe aus der eiszeitlichen Phase des Gebietes zu sehen ist.

## Bevölkerung
| Jahr | Einwohner |
| ---- | --------- |
| 1875 | 1.036     |
| 1890 | 1.166     |
| 1910 | 1.077     |
| 1925 | 0.968     |
| 1933 | 1.022     |
| 1939 | 0.956     |

| Jahr | Einwohner |
| ---- | --------- |
| 1946 | 1.161     |
| 1950 | 1.313     |
| 1964 | 1.040     |
| 1971 | 1.025     |
| 1981 | 0.922     |
| 1985 | 0.927     |

| Jahr | Einwohner |
| ---- | --------- |
| 1989 | 897       |
| 1990 | 857       |
| 1991 | 862       |
| 1992 | 858       |
| 2017 | 882       |

Gebietsstand des jeweiligen Jahres
Am 30. Juni 2011 hatte Altranft 916 Einwohner.

## Sehenswürdigkeiten
Folgende Gebäude stehen unter Denkmalschutz:
- Gutshaus mit Park
- Dorfkirche
- Armenhaus, Schneiderstraße 5/6
- Spritbrennerei, Schneiderstraße
- Schmiede mit Hufbeschlagplatz, Schneiderstraße 18
- Schulhaus mit Nebengebäude, Schulgarten und Sportplatz, Schulstraße 4
- Fischerhaus, Schloßstraße 12
- Gutsarbeiterhäuser mit Stallungen an der Hackeschen Rennbahn, Schloßstraße
- Kleinbauerngehöft, Dorfstraße 2
- Wohnhaus mit Stallgebäuden, Dorfstraße 6
- Bauernhaus, Dorfstraße 10
- Wohnhaus, Dorfstraße 20
- Bauernhaus, Dorfstraße 21
- Spritzenhaus
- Gastwirtschaft (ehem. „Krug an der Heerstraße“), Alte Heerstraße 1
- Bauerngehöft (sog. Bergschmidthof), Alte Heerstraße 10
- Landarbeiterkaten, Alte Heerstraße 20
- Bahnhof, Alte Heerstraße 27
- ehemalige Schnitterkaserne mit Stallungen, Alte Heerstraße 33.

Auf dem Friedhof befinden sich unter anderem das Erbbegräbnis Eschenbach, die Grabstätte für Adolf Koepsel und das Grabkreuz für Wilhelm Graf Hacke.
- Brandenburgisches Freilichtmuseum Altranft

In den 1970er Jahren begann der Aufbau eines Museums zur Agrargeschichte des Dorfes, das als Brandenburgisches Freilichtmuseum Altranft überregionale Bedeutung erlangte und bisher (Stand 2020er Jahre) weiter besteht. Zu den Gebäuden dieses Museums gehören neben dem Schloss zahlreiche weitere restaurierte Bauten des Ortes, wie ein Bauernhaus, in dem eine Schule eingerichtet wurde, ein Landarbeiterhaus (wegen seines Reetdaches als Fischerhaus bezeichnet) aus dem Jahr 1720, ein Wasch- und Backhaus von 1880 sowie die Schmiede von 1910 und das älteste erhaltene Haus des Ortes, ein Märkisches Mittelflurhaus aus dem Jahr 1698. Zum Museum gehörte bis 2017 auch eine Bockwindmühle, die sich im 25 km südöstlich gelegenen Letschin in Trägerschaft der Gemeinde Letschin befindet.
Im Schloss befanden sich bis 2016 neben einer gründerzeitlichen Interieurausstellung auch Dauerausstellungen zur Bau- und Siedlungsgeschichte sowie der Trockenlegung des Oderbruchs. Daneben gab es regelmäßige Sonderausstellungen. Bis 2015 bot das Museum im Sommerhalbjahr an mehreren Aktionstagen ein aktives Kennenlernen alter handwerklicher Tätigkeiten wie Schmieden, Brotbacken, Töpfern oder Spinnen an. Im Rahmen eines museumspädagogischen Programms konnten Schulklassen aus der Umgebung diese Aktivitäten auch in der Woche durchführen.
2015 beschloss der Kreistag des Landkreises Märkisch-Oderland die Schließung des Freilichtmuseums, in Umsetzung des Programms TRAFO – Modelle für Kultur im Wandel wird die Einrichtung jedoch mit neuer Trägerschaft und Konzeption fortgeführt.
- Oderbruch-Museum Altranft

Das Oderbruch Museum Altranft umfasst charakteristische Gebäude des brandenburgischen Gutsbauerndorfs Altranft (Herrenhaus, Schmiede, Bauernhof, Landarbeiterhaus) und ist eine Kultureinrichtung für die regionale Selbstbeschreibung. In seinem Ausstellungsrundgang präsentiert es das komplexe Wassersystem des Oderbruchs, seine Landwirtschaft, Baukultur, das Handwerk und die ländliche Gesellschaft in Gegenwart und Geschichte. Durch Jahresthemen, die grundsätzlich auf Befragungen in der Bevölkerung gegründet sind, werden die Ausstellungen fortlaufend erweitert. Jährlich erscheint ein Werkstattbuch als Zusammenschau der Befragungen in den Jahresthemen. Mit den Schulen der Region arbeitet das Museum an einer Vertiefung des Raumbezugs durch Projekte der Landschaftlichen Bildung und hält zudem Werkstattangebote für Schulen und Besucher vor. Das Museum ist Koordinationsstelle des Netzwerks „Kulturerbe Oderbruch“ mit über 25 Kulturerbe-Orten, auf dessen Grundlage sich die Kommunen des Oderbruchs für eine Erlangung des Europäischen Kulturerbe-Siegels engagieren. Das Oderbruch Museum Altranft wurde 2018 mit dem Berlin-Brandenburg-Preis der Stiftung Zukunft Berlin ausgezeichnet.

## Verkehr
Bis 2004 führte die Bundesstraße 167 zwischen Bad Freienwalde und Wriezen direkt durch den Ort. Seitdem wird sie über eine Umgehungsstraße östlich des Ortes entlanggeführt.
Der Haltepunkt Altranft an der Bahnstrecke Eberswalde–Frankfurt (Oder) wird im Stundentakt von der Regionalbahnlinie RB 60 Eberswalde–Frankfurt (Oder), betrieben von der Niederbarnimer Eisenbahn, bedient.